# 미국 태평양 육군
미국 태평양 육군(美國太平洋陸軍, 영어: United States Army Pacific (USARPAC))은 미국 육군의 태평양 지역을 담당하는 근무구성사령부(勤務構成司令部, 영어: Army Service Component Command (ASCC0))이자 미국 태평양 사령부의 육군 구성군이다.
이 사령부는 하와이, 알래스카, 태평양, 그리고 일본을 포함한 주요 지역에 대한 관할권을 가지며, 또한 남동 아시아를 포함한 필리핀과 방글라데시 등의 여러 나라에서 임무를 행한다. 또한 예하부대는 아이티, 쿠바, 중동 등의 여러 곳에서 인도주의 임무를 수행하고 있다.

## 역사

### 제2차 세계 대전
1941년 12월 7일, 일본군이 진주만을 공격하고 필리핀을 침공하였다. 미국 정부는 그들의 행동을 예상하고 있었지만 빨리 기습적으로 공격해오자, 충격을 받은 미국 정부는 일본에 대해 공개적으로 전쟁을 선포하였다.
1943년 8월 14일, 하와이 지부가 미국 중앙태평양 지역 육군(USAFPOA)으로 재편성되었다.
1945년 4월 17일, 연합군 최고사령부의 예하 사령부로 지정되고, 7월 1일에 미국 중부태평양 육군로 개편되고 포트 샤프터로 본부가 통합되었다.
1947년 2월 1일, 모든 태평양 지역의 육군 부대와 본부가 포트 샤프터로 통합되어 미국 태평양 지상군으로 인사 통합되었다. 11월 15일 미국 태평양 육군 본부로 개편되었다.
필리핀과 류큐 제도에 주둔하는 육군 부대는 7월 1일에 설립된 더글러스 맥아더 장군의 극동사령부 휘하의 필리핀-류큐사령부에서 통제하였다.

### 냉전
1971년 7월 1일, 미국 극동 육군이 미국 태평양 육군에 통합되었다.
베트남 전쟁이 끝나고 미국 육군부의 재조직에 의해 태평양지역 전구사령부에서 1975년 1월 1일에 태평양 사령부의 총사령관을 지원하는 지원단으로 격하되었다. 하와이지역 육군에 대한 지원과 시설관리에 대응하기 위해 하와이 지원사령부가 설립되었다.
1979년 3월 23일, 미국 육군 서부사령부로 개편되었다.
1989년에 미국 알래스카 육군, 이듬해 1990년에 주일 미국 육군이 배속하였었다. 8월 30일에 미국 태평양 육군으로 개편되었다.

### 21세기
2002년 4월 25일, 존 휴그 육군부 장관의 명령에 따라 제8군이 주한 미군에서 태평양 육군으로 배속되었다. 제8군은 여전히 한반도에서 작전가능한 야전군으로서 주둔하되, 새로운 야전군 임무를 부여받았다.
2013년 2월 12일에 빈센트 K. 브룩스 대장이 사령관으로 임명되면서, 1974년 이후 29년 만에 미국 태평양 육군의 직위가 4성 장군으로 승격되었다.
2019년 여름에 구조조정을 받고 제25보병사단, 미국 알래스카 육군, 주일 미국 육군이 제1군단으로 전속하였다.

## 편성
- 제8군 - 캠프 험프리스
- 제1(I)군단 - 포트 루이스
  - 주일 미국 육군 - 캠프 자마
  - 제25보병사단 - 포트 루이스

조직도 (2021년)

  - 제11공수사단 - 알래스카 포트 리처드슨
  - 제25보병사단 - 스코필드 막사
  - 제201원정군사정보여단 - 포트 루이스
  - 제555공병여단 - 포트 루이스
  - 제593원정지원사령부 - 포트 루이스
- 제8전구지원사령부 - 스코필드 막사
  - 제8군사경찰여단 - 스코필드 막사
  - 제130공병여단 - 스코필드 막사
- 제18의무사령부 - 포트 샤프터
- 제311통신사령부 - 포트 샤프터
  - 제1통신여단
  - 제516통신여단 - 포트 샤프터
- 제94육군방공미사일방어사령부 - 포트 샤프터
  - 제35방공포병여단 - 대한민국, 오산 공군기지
  - 제38방공포병여단 - 일본, 사가미 종합보급창
- 제500군사정보여단 - 스코필드 막사
- 제5전장설계분견대

## 연습
- 야마사쿠라: 육상자위대와의 시뮬레이션 기반의 합동지휘소 훈련.
- 오리엔트 실드: 육상자위대와의 여단/연대급 전술 야전훈련연습(FTX).
- 케리스 스트라이크: 말레이 국군과의 전구 안보 협력 프로그램 연습.
- 칸 퀘스트: 몽골 국군이 주최하고 미국 국군이 주관하는 다국적 평화유지군 연습.
- 타이거 밤: 1981년붙터 2년 주기로 태평양 육군이 주관하는 싱가포르 국군과의 연습.
- 가루다 실드: 인도네시아 국군 평화지원훈련과 안정화작전에 관한 연습.
- 앙코르 센티넬: 캄보디아 왕립육군 대대급 지휘소와 민간 행동 프로그램 연습.

## 기록

### 계보
- 1945년 7월 1일, Headquarters, United States Army Forces, Middle Pacific
→미국 중부태평양 육군, 본부
- 1947년 2월 1일, Headquarters, Army Ground Forces, Pacific
→미국 태평양 지상군, 본부
- 1947년 11월 15일, Headquarters, United States Army, Pacific
→미국 태평양 육군, 본부
- 1975년 1월 1일, Headquarters, United States Army Commander-in-Chief Pacific Support Group
→미국 육군 태평양 총사령부 지원단, 본부
- 1979년 3월 23일, Headquarters, United States Army Western Command
→미국 육군 서부사령부, 본부
- 1990년 8월 30일, Headquarters, United States Army, Pacific
→미국 태평양 육군, 본부
- 2000년 10월 16일, Headquarters and Headquarters Company, United States Army, Pacific
→미국 태평양 육군, 본부 및 본부중대
- 2008년 6월 16일, Main Command Post, Headquarters, United States Army Pacific
→미국 태평양 육군, 본부, 주 지휘소
- 2010년 6월 16일, Headquarters and Headquarters Battalion, United States Army Pacific
→미국 태평양 육군, 본부 및 본부대대

하와이 지부
- 1910년 10월 25일, District of Hawaii
→하와이 관구
- 1911년 10월 1일, Department of Hawaii
→하와이 지구
- 1913년 2월 15일, Hawaiian Department
→하와이 지부

미국 중앙태평양 지역 육군
- 1943년 8월 14일, United States Army Forces, Central Pacific Area (USAFCPA)
→미국 중앙태평양지역 육군

미국 태평양 지역 육군
- 1944년 8월 1일, United States Army Forces, Pacific Ocean Areas (USAFPOA)
→미국 태평양지역 육군

### 전역
| 스트리머                       | 내역                                   |
| ------------------------------ | -------------------------------------- |
| 제2차 세계 대전, 아시아-태평양 | - 필리핀 제도 - 뉴기니 - 레이테 - 루손 |

### 스트리머
| 스트리머                | 내역                              |
| ----------------------- | --------------------------------- |
| 미국 대통령 부대 표창   | 필리핀 방어                       |
| 미국 대통령 부대 표창   | 바탄                              |
| 필리핀 대통령 부대 표창 | 1944년 10월 17일 ~ 1945년 7월 4일 |
| 육군 우수부대표창       | 2004년 ~ 2006년                   |

## 같이 보기
- USAG 하와이

## 참고

### 인용
1. ↑  “The United States Army Organization”. 《United States Army》 (영어). 2018년 5월 19일에 확인함.
2. ↑  “Eighth Army returns to operational roots in Korea” (영어). 미국 육군. 2012년 4월 25일. 2013년 8월 2일에 확인함.
3. ↑  “미 태평양사령부 육군 사령관 4성급으로 격상”. 연합뉴스. 2013년 2월 12일. 2013년 7월 28일에 확인함.
4. ↑  “EXERCISES”. 《United States Army Pacific》 (영어). 2020년 2월 13일에 확인함.

### 자료
- “Headquarters and Headquarters Battalion, United States Army Pacific”. 《history.army.mil》 (영어). 미국 육군 역사관. 2010년 9월 7일. 2017년 1월 30일에 원본 문서에서 보존된 문서. 2017년 1월 24일에 확인함.
- “Order of Battle ofThe United States Army Ground Forces in World war II Pacific theater of Operaions” (PDF) (영어). 워싱턴 D.C.: 미국 육군부 군사사 총감. 2010년 9월 7일. 106-126쪽. 2017년 1월 24일에 확인함.
- “Records of U.S. Army Forces in the Middle Pacific (World War II)” (영어). 2020년 9월 29일에 확인함.
- “United States Army Pacific”. 《globalsecurity.org》 (영어). 2023년 5월 20일에 확인함.